# Општина Харшени (Брашов)
Харшени (рум. Hârşeni) општина је у Румунији у округу Брашов.
Oпштина се налази на надморској висини од 546 m.